# Philip Filleul
Philip Rowland Filleul (Bath, 15 luglio 1885 – Tonbridge, 29 luglio 1974) è stato un canottiere britannico.
Ha vinto la medaglia d'argento olimpica nel canottaggio alle Olimpiadi 1908 tenutesi a Londra, nella gara di Quattro senza maschile con Harold Barker, John Fenning e Gordon Thomson.